# Indomito (torpilleur)
Le Indomito (fanion « ID ») était un torpilleur italien de la classe Ciclone lancé en 1943 pour la Marine royale italienne (en italien : Regia Marina). 

## Construction et mise en service
Le Indomito est construit par le chantier naval Cantieri Navali del Tirreno Riuniti de Riva Trigoso en Italie, et mis sur cale le 10 janvier 1942. Il est lancé le 6 juillet 1943 et est achevé et mis en service le 4 août 1943 dans la Regia Marina.

## Histoire du service
Unité moderne de la classe Ciclone, conçue spécifiquement pour escorter les convois le long des routes dangereuses vers l'Afrique du Nord, le torpilleur Indomito n'entre en service qu'en août 1943, alors que la guerre des convois est terminée depuis quelques mois et que l'armistice de Cassibile est à peine à un mois: pour cette raison, le navire n'est pas en mesure d'effectuer un service intense.
Après la proclamation de l'armistice, le Indomito, le 9 septembre 1943, se rend à Portoferraio, où ont convergé de nombreux torpilleurs, corvettes et unités mineures et auxiliaires des ports de la mer Tyrrhénienne. Dans la matinée du 11 septembre, le navire quitte Portoferraio avec six autres torpilleurs (parmi lesquels ses navires-jumeaux (sister ships) Aliseo, Animoso, Ardimentoso et Fortunale) et se dirige vers Palerme, port contrôlé par les Alliés, où le groupe arrive à dix heures du matin le 12 septembre,. Les navires restent dans la rade du 12 au 18 septembre, date à laquelle ils entrent au port et reçoivent de l'eau et des provisions des Américains. Le 20 septembre 1943, le navire quitte le port sicilien avec plusieurs autres unités et se rend à Malte, où il livre une partie des provisions reçues aux autres navires italiens déjà arrivés dans l'île. Le 5 octobre, le Indomito, ses navires-jumeaux et trois autres torpilleurs quittent Malte et retournent en Italie.
Après la fin du conflit, le traité de paix attribue le Indomito, ainsi que son navire-jumeau: le Aliseo, à la Yougoslavie: le torpilleur est livré à la marine yougoslave (Jugoslavenska ratna mornarica) le 24 avril 1949.
Rebaptisé RE-51 - Triglav, le navire reste en service actif sous le nouveau pavillon jusqu'au 6 avril 1965 et est envoyé à la démolition à partir de 1971.

### Commandants
Regia Marina
- Capitaine de corvette (Capitano di corvetta) Emanuele Filiberto Perucca Orfe (né à Florence le 5 octobre 1909) (4 juillet - 17 décembre 1943)

Jugoslavenska ratna mornarica